# Alliance libérale (Brésil)
Pour les articles homonymes, voir Alliance libérale.
L'Alliance Libérale (Aliança Liberal en portugais) fut créée en août 1929 pour faire opposition à la candidature officielle de Júlio Prestes à la présidence de la république, et soutenir à sa place Getúlio Vargas. Elle était formée par les États du Minas Gerais, du Rio Grande do Sul, et de Paraíba, ainsi que de partis d'opposition de divers États, dont le Parti Démocratique de São Paulo. Le conflit déboucha sur la Révolution de 1930.
L'Alliance libérale fut officiellement lancée le 20 septembre 1929, lors d'une convention à Rio de Janeiro des États et des partis d'opposition, présidée par Antônio Carlos de Andrada, le président du Minas Gerais. Au cours de celle-ci, elle proclama ses candidats pour l'élection présidentielle de mars 1930, avec Getúlio Vargas pour la présidence et João Pessoa, président du Paraíba, pour la vice-présidence.
Le Parti Démocratique est né en 1926 d'une dissidence du Parti républicain pauliste (PRP), le parti de Júlio Prestes et du président sortant Washington Luís. Un des dirigeants du Parti Démocratique, Paulo Nogueira Filho, participa au "Congrès Libérateur" à Bagé en 1928. De l'autre côté, à Minas Gerais, l'alliance politique appelée Rassemblement conservateur appuyait Júlio Prestes.

L'Alliance Libérale avait l'appui d'intellectuels tels que José Américo de Almeida, João Neves da Fontoura, Lindolfo Collor, Virgílio Alvim de Melo Franco, Afrânio de Melo Franco, Júlio de Mesquita Filho, Plínio Barreto et Pedro Ernesto Baptista, et de membres des classes urbaines moyennes appelées à l'époque classes libérales qui s'opposaient aux classes conservatrices formées par les associations commerciales et cultivatrices. Au Rio Grande do Sul, le grand organisateur de l'Alliance libérale était Osvaldo Aranha.
L'alliance Libérale contait également comme appui le courant militaire appelé "lieutenantisme".
Les plus célèbres des lieutenants étaient Cordeiro de Farias, Newton de Andrade Cavalcanti, Eduardo Gomes, Antônio de Siqueira Campos, João Alberto Lins de Barros, Juarez Távora, Luís Carlos Prestes, João Cabanas, Newton Estillac Leal, Filinto Müller ainsi que les trois lieutenants connus sous le nom de "lieutenants de Juarez" : Juracy Magalhães, Agildo Barata et Jurandir Bizarria Mamede.
Également dans la marine brésilienne : Ernani do Amaral Peixoto, Ari Parreiras, Augusto do Amaral Peixoto, Protógenes Pereira Guimarães. Ainsi que le général réformé Isidoro Dias Lopes, le général honoraire de l'armée de terre brésilienne José Antônio Flores da Cunha et le major de la police militaire de São Paulo Miguel Costa.
Le lieutenant Cordeiro de Farias, qui devint maréchal, affirmait dans ses mémoires que les lieutenants étaient une minorité dans l'armée de terre brésilienne en 1930, mais que malgré cela ils firent la révolution de 1930.
Le président de Minais Gerais, Antônio Carlos, affirmait encore en 1929 dans un discours interprété comme un présage et une démonstration d'instinct de survie d'un politicien expérimenté, en mettant en place à Belo Horizonte pour la première fois au Brésil le vote à bulletin secret :

« Faisons sereinement la révolution, avant que le peuple ne la fasse par la violence ! »

— Antônio Carlos de Andrada